# طراحی هندسی

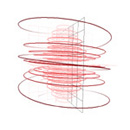
منحنی‌های سه‌بعدی

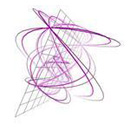
منحنی‌های سه‌بعدی

طراحی هندسی یا طرح هندسی، (به انگلیسی: Geometric design)، (GD) شاخه‌ای از هندسه محاسباتی است. این رشته به ساخت و نمایش منحنی‌ها، سطوح و حجم‌ها آزاد می‌پردازد و ارتباط نزدیکی با مدل‌سازی هندسی دارد.
مسائل اصلی این رشته، مدل‌سازی هندسی و نمایش منحنی و سطح است. طراحی هندسی به‌طور خاص به ساخت و دستکاری منحنی‌ها و سطوح با استفاده از مجموعه‌ای از نقاط، با استفاده از روش‌های چندجمله‌ای، گویا، قطعه‌قطعه چندجمله‌ای یا قطعه‌قطعه گویا می‌پردازد. مهم‌ترین ابزارهای این رشته معادلات پارامتری و سطوح پارامتری مانند منحنی‌های بزیه، منحنی‌ها و سطوح تکه‌بندی هستند. رویکرد غیرپارامتری مهم، روش تنظیم سطح است.
زمینه‌های کاربردی این رشته شامل صنایع کشتی‌سازی، هواپیما و خودرو، و همچنین طراحی معماری است. فراگیری و قدرت رایانه‌ها در دنیای مدرن به این معناست که حتی بطری‌های عطر و شامپو نیز با استفاده از تکنیک‌هایی طراحی می‌شوند که در دهه ۱۹۶۰ برای کشتی‌سازان ناشناخته بود.
مدل‌های هندسی می‌توانند برای اشیاء با هر بعد در هر فضای هندسی ساخته شوند. مدل‌های هندسی دوبعدی و مدل‌سازی سه‌بعدی به‌طور گسترده در گرافیک رایانه‌ای استفاده می‌شوند. مدل‌های هندسی دوبعدی در تایپوگرافی و ترسیم فنی رایانه‌ای اهمیت دارند. مدل‌سازی سه‌بعدی در طراحی به کمک رایانه و ساخت به کمک رایانه و بسیاری از زمینه‌های فنی کاربردی مانند مدل‌سازی زمین‌شناسی و تصویربرداری پزشکی نقش محوری دارد.

## تفاوت با دیگر مدل‌ها
مدل‌های هندسی معمولاً از مدل‌سازی رویه‌ای و مدل‌سازی شیءگرا متمایز می‌شوند. مدل‌هایی که شکل را به‌طور ضمنی و با استفاده از یک الگوریتم تعریف می‌کنند. همچنین این مدل‌ها در تقابل با تصاویر رقمی، مدل‌های حجمی و مدل‌های ریاضی مانند ریشه توابع از یک چندجمله‌ای دلخواه قرار می‌گیرند. با این حال، این تفاوت‌ها اغلب محو می‌شوند؛ برای مثال:
- اشکال هندسی می‌توانند با برنامه‌نویسی شیءگرا نشان داده شوند.
- یک تصویر رقمی می‌تواند به عنوان مجموعه‌ای از مربع‌های رنگی تفسیر شود.
- اشکال هندسی مانند دایره با معادلات ریاضی ضمنی تعریف می‌شوند.
- همچنین، مدل‌سازی اشیاء بَرخال اغلب نیاز به ترکیبی از تکنیک‌های هندسی و رویه‌ای دارد.

## کاربردها
مسائل هندسی که در معماری مطرح می‌شوند می‌توانند به تحقیقات و نتایج جالبی در پردازش هندسه، طراحی به کمک رایانه و هندسه افتراقی گسسته منجر شوند.
در معماری، طراحی هندسی با اکتشافات پیشگامانه چاک هابرمن در هندسه تحولات به عنوان یک زبان طراحی، و کاربردهای این زبان طراحی در حوزه هندسه معماری مرتبط است.